# Will Leer
Will Leer  (né le 15 avril 1985) est un athlète américain, spécialiste des courses de demi-fond.

## Vie privée
Will Leer est marié à l'athlète jamaïcaine Aisha Praught-Leer.

## Palmarès
| Date | Compétition                    | Lieu   | Résultat | Épreuve     | Temps          |
| ---- | ------------------------------ | ------ | -------- | ----------- | -------------- |
| 2009 | DécaNation                     | Paris  | 1re      | 1 500 m     | 3 min 48 s 65  |
| 2011 | DécaNation                     | Nice   | 1re      | 1 500 m     | 3 min 58 s 82  |
| 2014 | Championnats du monde en salle | Sopot  | 6e       | 1 500 m     | 3 min 39 s 60  |
| 2014 | Relais mondiaux de l'IAAF      | Nassau | 2e       | 4 × 1 500 m | 14 min 40 s 80 |

### Records
| Épreuve   | Épreuve | Performance   | Lieu           | Date            |
| --------- | ------- | ------------- | -------------- | --------------- |
| Plein air | 1 500 m | 3 min 34 s 26 | Heusden-Zolder | 19 juillet 2014 |
| Plein air | Mile    | 3 min 56 s 39 | Dublin         | 25 juillet 2012 |
| Salle     | 1 500 m | 3 min 37 s 89 | New York       | 15 février 2014 |
| Salle     | Mile    | 3 min 52 s 47 | New York       | 15 février 2014 |